# سیارک ۱۸۷۹۴
سیارک ۱۸۷۹۴ (به انگلیسی: 18794 Kianafrank، نامگذاری:1999JG62) هجده هزار و هفتصد و نود و چهارمین سیارک کشف شده‌است که در ۱۰ مه ۱۹۹۹ کشف شد.
قدر مطلق سیارک برابر ۱۶.۲ است.